# Discodon tricolor
Discodon tricolor là một loài bọ cánh cứng trong họ Cantharidae. Loài này được Guerin miêu tả khoa học năm 1844.